# Karolina Kumięga
Karolina Kumięga (Bydgoszcz, 16 aprile 1999) è una ciclista su strada e pistard polacca.

## Palmarès

### Strada
- 2020 (TKK Pacific-Nestlé Fitness)

Campionati polacchi, Prova in linea Under-23
- 2022 (Valcar-Travel & Service, una vittoria)

2ª tappa Giro della Toscana Femminile-Memorial Michela Fanini (Segromigno in Piano > Segromigno in Piano)

#### Altri successi
- 2021 (Dilettanti)

Classifica giovani Giro della Toscana Femminile-Memorial Michela Fanini

### Pista
- 2021

Campionati polacchi, Inseguimento a squadre (con Karolina Karasiewicz, Patrycja Lorkowska e Natalia Krzeslak)
Campionati polacchi, Americana (con Karolina Karasiewicz)

## Piazzamenti

### Grandi Giri
- Giro d'Italia

2022: 54ª
2023: 62ª
- Tour de France

2024: 80ª
- Vuelta a España

2023: 100

### Competizioni mondiali
- Campionati del mondo su strada

Bergen 2017 - In linea Junior: 56ª
Imola 2020 - In linea Elite: 85ª
Fiandre 2021 - Staffetta: 10ª
Fiandre 2021 - In linea Elite: 51ª
Wollongong 2022 - In linea Elite: ritirata
Glasgow 2023 - In linea Elite: 41ª
- Campionati del mondo su pista

Saint-Quentin-en-Yvelines 2022 - Inseguimento a squadre: 11ª
Glasgow 2023 - Inseguimento a squadre: 10ª

### Competizioni continentali
- Campionati europei su strada

Herning 2017 - In linea Junior: 64ª
Alkmaar 2019 - In linea Under-23: 35ª
Plouay 2020 - In linea Under-23: ritirata
Trento 2021 - Cronometro Under-23: 11ª
Trento 2021 - In linea Under-23: 14ª
Monaco di Baviera 2022 - In linea Elite: 22ª
Drenthe 2023 - Staffetta mista: 5ª
Drenthe 2023 - In linea Elite: ritirata
- Campionati europei su pista

Fiorenzuola d'Arda 2020 - Inseguimento a squadre Under-23: 3ª
Fiorenzuola d'Arda 2020 - Inseguimento individuale Under-23: 5ª
Grenchen 2021 - Inseguimento a squadre: 7ª
Grenchen 2021 - Inseguimento individuale: non partita